# Organizzazioni rizomatiche
Le organizzazioni rizomatiche sono un modello organizzativo che ha radici nella biologia e nella struttura di alcuni organismi e si riferisce a varie categorie, come la sociologia, la tecnologia e, soprattutto, l'economia.
Un rizoma (o rizomi) è una struttura biologica lineare orizzontale, su cui a intervalli si formano dei nodi da cui si dipartono altre diramazioni.
A differenza delle strutture a radice degli alberi, per esempio, i rizomi non sono gerarchici, per cui se si elimina la pianta che ha dato origine al rizoma, quest'ultimo continua a vivere. Per questo si usa il termine per descrivere fenomeni organizzativi che si sviluppano in modo orizzontale e in cui i singoli nodi continuano a fare parte di un insieme ma sono potenzialmente pienamente indipendenti da questo.
I rizomi hanno una caratteristica di dinamicità intrinseca: nuove connessioni e nuovi nodi nascono in continuazione ed è per questo che da un punto di vista economico e tecnologico, l'analogia è forte.
Il concetto di rizoma è stato utilizzato già nel passato, almeno a partire dagli anni sessanta, su elaborazioni filosofiche post-moderne come quelle di Félix Guattari e Gilles Deleuze, che sono stati tra i primi a utilizzare il termine "rizoma" per caratterizzare fenomeni non biologici ma sociologico-organizzativi, oggi però il termine rizoma, vede una nuova luce per due fondamentali motivi:
- Il primo, fenomeni di grande rilevanza sia dal punto di vista politico-sociale che tecnologico-applicativo hanno messo sotto gli occhi di tutti e non solo dei consulenti e degli scienziati delle organizzazioni, la potenza, a volte devastante per la situazione esistente, delle strutture organizzative senza centro, decentralizzate, distribuite. Esempi possono essere, per rimanere in campo tecnologico, le reti p2p di file sharing e la stessa internet con le sue applicazioni user-driven (come eBay).
- In secondo luogo, l'evoluzione delle infrastrutture di comunicazione, che ormai sono pervasive e richiedono per collegarsi solo un atto di volontà, e di quello che ci viene costruito sopra (standard di descrizione dei dati, protocolli p2p, web services, SOA), consente di pensare l'interoperabilità tra soggetti economici, come le aziende, come un processo dinamico, non fissato una volta per tutte. Una specie di rete dinamica resa possibile dall'infrastruttura pervasiva sottostante, e il miglior modo di pensare a una rete in movimento è pensarla in modo biologico